# The Bloodhound
The Bloodhound é um filme de mistério e suspense dirigido por Patrick Picard. Foi lançado em 1 de dezembro de 2020 nos Estados Unidos. É baseado n'A Queda da Casa de Usher, de Edgar Allan Poe. Seria lançado no Emergence Films Festival, mas foi cancelado devido a pandemia de COVID-19. Posteriormente, foi comprado para ser distribuído pela Arrow Films.

## Sinopse
Após ser convidado para visitar um amigo de infância rico e sua irmã gêmea sua casa em um local remoto, Francis é atormentado por eventos estranhos.

## Elenco
- Liam Aiken como Francis
- Annalise Basso como Vivian
- Joe Adler como Jean Paul Luret
- McNally Sagal como Dr. Ricki
- Kimleigh Smith como Srta. Hoff
- Gaby Santinelli como Natasha
- Dylan Gentile como pianista

## Recepção
No site agregador de críticas Rotten Tomatoes, 93% das 14 avaliações dos críticos são positivas.
Escrevendo para a Variety, Dennis Harvey escrevendo que o filme "é mais persuasivo como exercício estilístico do que como terror ou psicodrama, ficando um pouco árido mesmo em apenas 72 minutos. Mas aqueles com afinidade por material de gênero em um enigmático, ascético o modo de arte pode cair sob seu feitiço frio, e mesmo aqueles que não o fazem podem ficar curiosos para ver o que este diretor-escritor fará a seguir."
No Far Out, Calum Russell avaliou com duas estrelas e meia de cinco afirmando na conclusão "o potencial para uma ótima história é bem apresentado na abertura intrigante, mas conclusões satisfatórias nunca são alcançadas e relacionamentos nunca são verdadeiramente estabelecidos."